# Weronika Czyżewska-Waglowska
Weronika Anna Czyżewska-Waglowska z domu Czyżewska (ur. 13 lipca 1987 w Warszawie) – polska działaczka społeczna, animatorka i menedżerka kultury.

## Życiorys
Absolwentka kierunku socjologia stosowana i antropologia społeczna w Instytucie Stosowanych Nauk Społecznych Uniwersytetu Warszawskiego, w ramach którego obroniła pracę magisterską pt. Działanie na rzecz organizacji pozarządowych jako działanie dla dobra wspólnego. Analiza tematów sesji Ogólnopolskiego Forum Inicjatyw Pozarządowych w latach 1996–2017. Absolwentka studiów licencjackich na kierunku pedagogika kulturoznawcza ze specjalnością menadżer i animator kultury prowadzonych w Wyższej Szkole Pedagogicznej Związku Nauczycielstwa Polskiego i podyplomowych studiów menadżerskich „Zarządzanie dla Twórców, Artystów i Animatorów Kultury” prowadzonych na Wydziale Zarządzania Uniwersytetu Warszawskiego.
W 2007 roku podjęła współpracę z Fundacją Rozwoju Społeczeństwa Obywatelskiego. W okresie od sierpnia 2010 roku do grudnia 2011 roku była menedżerką reżysera filmów animowanych Michała Mroza. W 2011 roku została koordynatorką projektów w Ogólnopolskiej Federacji Organizacji Pozarządowych (OFOP). W 2013 roku została dyrektorką zarządzającą Ogólnopolskim Forum Inicjatyw Pozarządowych.
Od czerwca 2015 roku pełni funkcję wiceprezeski Zarządu OFOP. Od września 2015 pełni również funkcję dyrektorki OFOP zarządzającej biurem oraz koordynującej projekty Federacji. W OFOP reprezentuje Stowarzyszenie Dialog Społeczny.
Członkini Komitetu Społecznego ds. Paktu dla Kultury, organu pomocniczego Ministra Kultury i Dziedzictwa Narodowego działającego na podstawie zarządzenia nr 42 Ministra Kultury i Dziedzictwa Narodowego z dnia 14 września 2011 r. w sprawie powołania Komitetu Społecznego do spraw Paktu dla Kultury. Członki zespołów eksperckich ds. m.in. Programów „Aktywność Obywatelska” i „Domy Kultury + Inicjatywy Lokalne”, wynikających z realizacji Paktu dla Kultury. Członkini I Komisji ds. Kampanii Społecznych przy TVP S.A. z ramienia Rady Działalności Pożytku Publicznego. Ekspertka w zespole ekspertów pn. „Budowa instytucji dialogu obywatelskiego”, powołanym w kwietniu 2016 roku przez Pełnomocnika Rządu ds. Społeczeństwa Obywatelskiego i Równego Traktowania Wojciecha Kaczmarczyka. 
Sygnatariuszka i inicjatorka Obywatelskiego Paktu na rzecz mediów publicznych.
W styczniu 2018 roku Piotr Gliński, Przewodniczący Komitetu do spraw Pożytku Publicznego, powołał Weronikę Czyżewską-Waglowską na członka I kadencji Rady Narodowego Instytutu Wolności – Centrum Rozwoju Społeczeństwa Obywatelskiego. 20 maja 2021 roku Piotr Gliński, Wiceprezes Rady Ministrów i Minister Kultury i Dziedzictwa Narodowego i Sportu powołał Weronikę Czyżewską-Waglowską do składu Rady Programowej Centrum Archiwistyki Społecznej w kadencji 2021–2026. 11 października 2021 r. została powołana w skład Rady Działalności Pożytku Publicznego VII kadencji (2021–2024) jako reprezentantka organizacji pozarządowych, związków i porozumień organizacji pozarządowych.